# Trofeo Internazionale Bastianelli
De Trofeo Internazionale Bastianelli is een Italiaanse eendaagse wielerwedstrijd, jaarlijks in augustus gehouden in en rondom de gemeente Atina in de provincie Frosinone.

## Geschiedenis[1]
De wedstrijd werd in 1977 voor de eerste maal georganiseerd onder de naam Trofeo Bastianelli, om de herinnering aan de regionale jarentwintigkampioen Giovanni Bastianelli levend te houden, vandaar de naamgeving. Om deze wil kracht bij te zetten, nodigt de organisatie (Gruppo Sportivo Sabina/GS Sabina) sinds midden jaren tachtig ook grote kampioenen uit het (recente) verleden uit; zo waren Gino Bartali (1984), Francesco Moser (1990), Claudio Chiappucci (1999) en Paolo Savoldelli (2002) er allen eens aanwezig.
Sinds de oprichting ervan in 1977 is de strijd elk jaar in de gemeente Atina beslist; vroeger enkel door renners uit de amateurcategorie, maar tegenwoordig is de competitie opener geworden.
In 1993 onderging de wedstrijd een naamsverandering; door de internationalisering van het wielrennen werd de naam voortaan Trofeo Internazionale Bastianelli. Hierdoor werd zowel het deelnemersveld als de lijst van winnaars van de trofee internationaler.
De koers vindt jaarlijks in augustus plaats om rekening te houden met de afwezigheid van bewoners van de regio in verband met vakantie.
De Trofeo Internazionale Bastianelli maakt sinds 2005 deel uit van de UCI Europe Tour, geclassificeerd als 1.2.

## Parcours[1][2]
Het parcours van de wedstrijd, verdeeld over vijf ronden, ligt in zijn geheel in de bergachtige, groene Cominovallei, die hiermee aandacht krijgt. Plaats van vertrek en aankomst is Atina; tussenliggende plaatsen op de route zijn Villa Latina, Alvito, Vicalvi, Posta Fibreno, Fontechiari, Casalvieri, Gallinaro, San Donato Val di Comino en Picinisco. De totale afstand van de Trofeo Internazionale Bastianelli bedraagt 155 kilometer.

## Overwinningen per land
| Overwinningen | Land                                                          |
| ------------- | ------------------------------------------------------------- |
| 32            | Italië                                                        |
| 2             | Kroatië                                                       |
| 1             | Rusland, Zwitserland, Mexico, Verenigd Koninkrijk, Kazachstan |